# 김영호 (승려)
김영호(金泳鎬, 일본식 이름: 金山原道)는 일제강점기의 승려이다.

## 생애
1933년 경상북도의 대본산 고운사 주지로 인가를 받은 이래 네 번이나 연임하여 1945년까지 12년간 고운사 주지를 지낸 승려였다. 1936년에는 조선불교중앙교무원 신임 이사로 선출되었다.
1936년 우가키 가즈시게가 조선 총독 자리에서 퇴임하고 일본으로 돌아갈 때 대구역에서 경북 5본산 주지들과 함께 환송한 것을 시작으로, 중일 전쟁과 태평양 전쟁 기간 중 전시체제에 협력한 행적이 있다.
1937년 중일 전쟁 발발 직후 고운사에서 국위선양 무운장구 기원 법요식이라는 시국 행사를 두 차례에 거쳐 열었고, 경북 지역 유지들이 추진하는 애국기 '경북호' 헌납을 위해 경북 본·말사가 1,500원을 맡기로 했을 때 참가한 뒤 고운사 몫의 325원을 모아 헌납했다. 이후로도 국방헌금은 계속되어 1938년 4월 1일까지 고운사는 합계 600원의 금액을 냈다.
시국 행사 개최와 국방헌금 헌납은 중일 전쟁 기간 동안 이어졌고, 1940년에는 중일전쟁 3주년 기념식을 고운사에서 거행했고, 경북불교협회 정기총회 때 회의 참석자 전원이 함께 대구신사를 참배한 일도 있었다. 1942년에 사찰 소유의 종 등을 국방 자재로 헌납했고, 1944년에는 불교계가 헌납할 해군기 1대를 마련하기 위한 모집금으로 1,850원을 총본산에 납부했다.
1945년 광복 시점까지 고운사 주지였으나, 이후의 기록에는 등장하지 않아 행적을 알 수 없다.
2008년 민족문제연구소가 발표한 친일인명사전 수록예정자 명단 종교 부문에 선정되었다.

## 같이 보기
- 고운사

## 참고자료
- 임혜봉 (2005년 3월 1일). 〈김영호 : 경북불교협의회 회원 이끌고 대구신사 참배한 고운사 주지〉. 《친일 승려 108인》. 서울: 청년사. 242~245쪽쪽. ISBN 9788972783848.